# 雙藝士
《雙藝士》（日语：ダブルアーツ）是日本漫畫家古味直志的日本漫畫作品，屬於奇幻類型的漫畫，在《週刊少年JUMP》上連載，於2008年17號到41號連載結束。

## 故事簡介
故事描述一種名為特洛伊病的疾病肆虐著人們長達幾百年的時間，唯一能暫緩此疾病的，只有擁有抗病性的少女。而在某一日，擁有抗病性的少女與擁有特殊資質的少年相遇了…

## 主要人物
基里·路基爾（キリ・ルチル）
16歲的本作主角。因為家裡開洋裁店，手指非常靈活，不管是縫製或是雕刻都非常拿手，拥有極優秀的美術天份。拥有自稱「法雷亞」的特殊體質，能夠抵抗「特洛伊病」，只要牽著手力量就會倍增，牽的手越多，力量也跟著越大。
艾爾蓮恩·菲加列特（エルレイン・フィガレット）
16歲的巡迴僧。有著因為特洛伊病的關係而失去故鄉親人的過去。因為不和基里接觸，特洛伊病就會發作，所以隨時都必須和基里一起行動。在巡迴僧中有著十足的人氣。由於有著特殊的耐「特洛伊病」的體質，故在8歲時即取得了巡迴僧的資格，也是巡迴僧中拯救過最多人的一位。
於偽戀211話發表第三次人氣投票獲得第10名。
瑞伊（スイ）
是一位力量強大的「武民」少女，性格非常好戰，武器是環形的金屬。經常向強大的人告白或提出挑戰。所以小鎮上的青年幾乎都是他的前男友，還有著一頭非常長的黑髮，喜歡吃櫻桃甚至當成主食。目前仍未擊敗法朗，而持續挑戰著。
法朗·迪吉爾（ファラン・デンゼル）
是一位身經百戰，力量強大的男人。由於有著「絕不能為他人使用力量，否則會得到相對的懲罰」的約定，起初不願意幫助基里一行人，不過後來被基里拜託成為他們的教練，從此衍生出雙藝士。

## 出版書籍
- Vol.1「命運之人」（運命の人）

內容簡介
這是一個致死之病「特洛伊病」嚴重蔓延的世界──巡迴僧艾爾在病發瀕臨死亡之際，被少年．基里所救。不知為何，和基里「牽著手的時候」就可以抑制病的發作…!?特別收錄短篇作品『island』。
- Vol.2「戰鬥吧」（戦おう）

內容簡介
為了找人護衛前往拜訪聖亞爾教會， 而受到熱烈歡迎的基里等人。看到對 不會感染特洛伊病的自己抱持著希望 的巡迴僧們，基里開始有了使命感和 自覺。但是這時卻有個可怕的男人， 覬覦著基里而出動了!! 明知道這是一條艱辛的路， 還是決定要繼續前進。
- Vol.3「從一開始就…」（君は最初から）

內容簡介
基里和艾爾正等著法爾辛部隊到達。但是，卻接到協會通知部隊全軍覆沒的消息。下定決心以自己的力量前往本部的基里，請求法朗教導他們戰鬥的方式。那是必須手牽著手的基里和艾爾，只屬於他們兩人的戰鬥方式！
| 冊數 | 集英社        | 集英社                 | 東立出版      | 東立出版               |
| 冊數 | 發售日期      | ISBN                   | 發售日期      | ISBN                   |
| ---- | ------------- | ---------------------- | ------------- | ---------------------- |
| 1    | 2008年8月4日  | ISBN 978-4-08-874559-6 | 2009年5月4日  | ISBN 978-986-10-3422-5 |
| 2    | 2008年10月3日 | ISBN 978-4-08-874583-1 | 2009年6月30日 | ISBN 978-986-10-3423-2 |
| 3    | 2008年12月4日 | ISBN 978-4-08-874613-5 | 2009年7月23日 | ISBN 978-986-10-3424-9 |

## 外部連結
- 集英社 http://www.shueisha.co.jp/ （页面存档备份，存于）
- 東立出版社 http://www.tongli.com.tw/ （页面存档备份，存于）